# Chicago Union Station

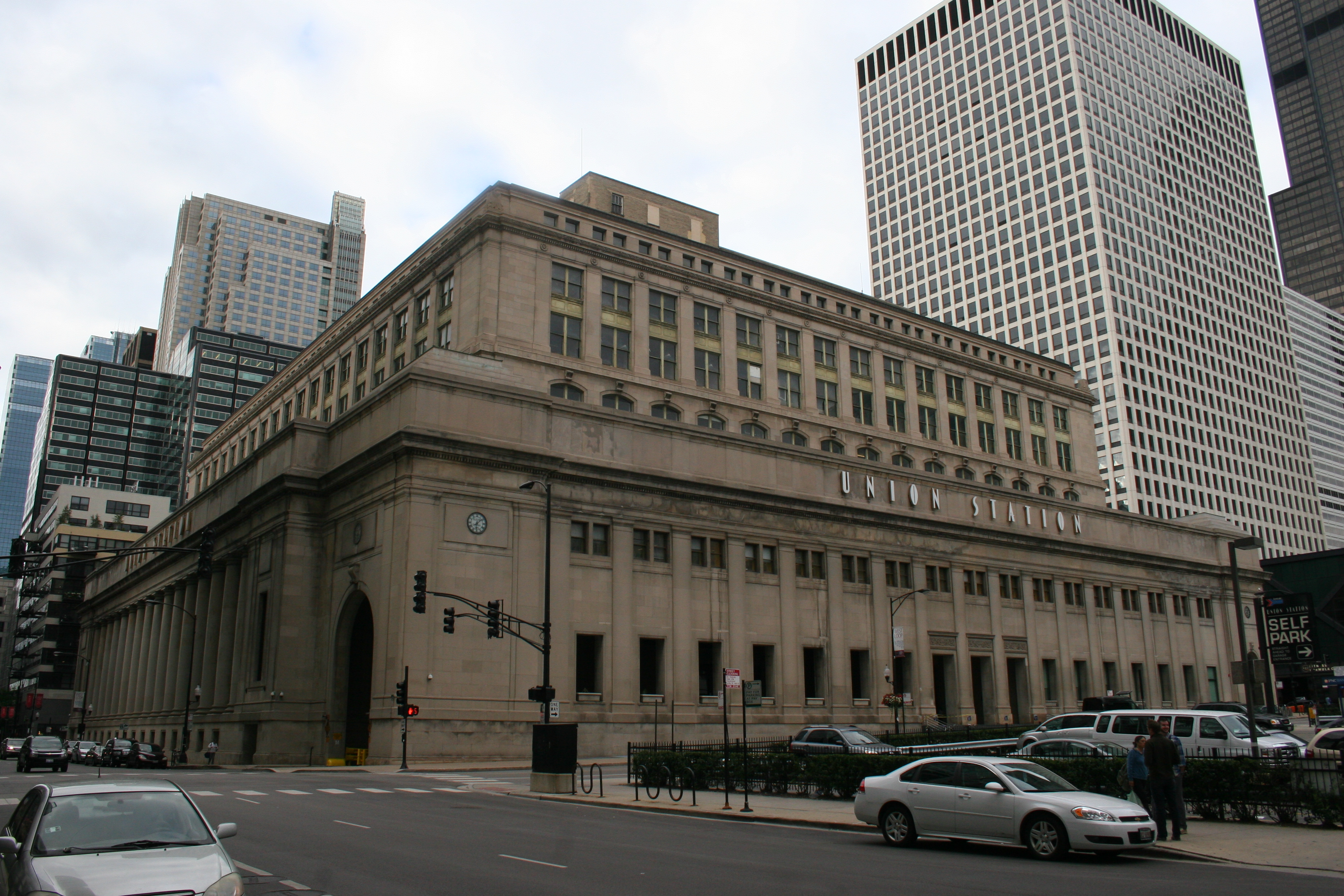

Chicago Union Station is een belangrijk treinstation in de Amerikaanse stad Chicago, Illinois. 
Het station is gelegen tussen West Adams Street en West Jackson Boulevard. Het werd geopend in 1925 en is vandaag de dag het enige Intercity treinstation van Chicago. Qua reizigersaantallen is Chicago Union Station het derde drukste treinstation van de Verenigde Staten na Grand Central Station en Penn Station (beiden in New York). 
Het treinstation telt 24 sporen.

## Treindiensten
Chicago Union station is een belangrijk station in het netwerk van InterCity-treinen van Amtrak. In dit station vertrekken verschillende lange afstandstreinen naar het westen, het zuiden en het oosten. Ook Intercity-treinen binnen de staat zelf, zoals Hiawatha Service, vertrekken hier. 
Intercity diensten (Amtrak)
- California Zephyr (Chicago - San Francisco)
- Capitol limited (Chicago - Washington DC via Cleveland en Pittsburgh)
- Cardinal (Chicago - New York via Indianapolis, Cincinnati en Washington DC)
- City of New Orleans (Chicago - New Orleans)
- Empire Builder (Chicago - Oregeon/Seattle)
- Hiawatha Service (Chicago – Milwaukee)
- Hoosier State	(Chicago – Indianapolis)
- Illini (Chicago – Carbondale, Illinois)
- Illinois Zephyr (Chicago – Quincy, Illinois)
- Lake shore limited (Chicago - New York/Boston)
- Lincoln service (Chicago - St Louis)
- Southwest Chief (Chicago - Los Angeles via Kansas City)
- Texas Eagle (Chicago - San Antonio/Dallas)
- Wolverine (Chicago - Pontiac via Detroit)

Naast Amtrak vertrekken hier ook verschillende treindiensten van Metra. Metra is exploitant van het voorstadnetwerk van Chicago, het vierde drukste netwerk van de Verenigde Staten.